# Franciszek Mączyński (zm. 1811)
Franciszek Mączyński herbu Świnka (ur. 1743 w Goślubiu zm. 28 października 1811) – stolnik łęczycki w latach 1788–1793, cześnik łęczycki w latach 1780–1788, poseł łęczycki na Sejm Czteroletni w 1788 roku.
Poseł na sejm 1784 roku z województwa sieradzkiego. Wybrany ze stanu rycerskiego sędzią Sejmu Czteroletniego w 1788 roku. 